# Dulgalach
Il Dulgalach (in russo  Дулгалах?; in lingua sacha: Дулҕалаах) è un fiume della Siberia Orientale, ramo sorgentifero di sinistra della Jana. Scorre nel Kobjajskij e nel Verchojanskij ulus della Sacha (Jacuzia), in Russia.

## Descrizione
Il fiume proviene dalle pendici settentrionali dei monti di Verchojansk e nell'alto corso scorre attraverso il lago Sjurjun-Kjuël’. Con direzione nord-nordest corre in una valle piuttosto stretta. Dal suo incontro con il fiume Sartang nasce il fiume Jana. La lunghezza del fiume è di 507 km, l'area del suo bacino è di 27 300 km². La data media per l'inizio della formazione della copertura di ghiaccio stabile è il 9-10 ottobre. La durata del congelamento varia da 217 (villaggio di Suren-Kyuel, 477 km dalla foce) a 231 giorni (villaggio di Tomtor, 128 km). Lo spessore massimo del ghiaccio va da 195 a 260 cm, in inverno il fiume gela per quattro mesi. Il fiume è navigabile fino al villaggio di Tomtor (128 km). Il fiume e i suoi affluenti vengono utilizzati per organizzare il rafting.